# Дерптська гімназія
Дерптська губернська гімназія — гімназія, відкрита в Тарту в 1804 році. У 1890—1904 pp. була перейменована та називалася Юріївською гімназією, а з 1904—1918 рр.. — Юріївською Олександрівською гімназією.

## Історія

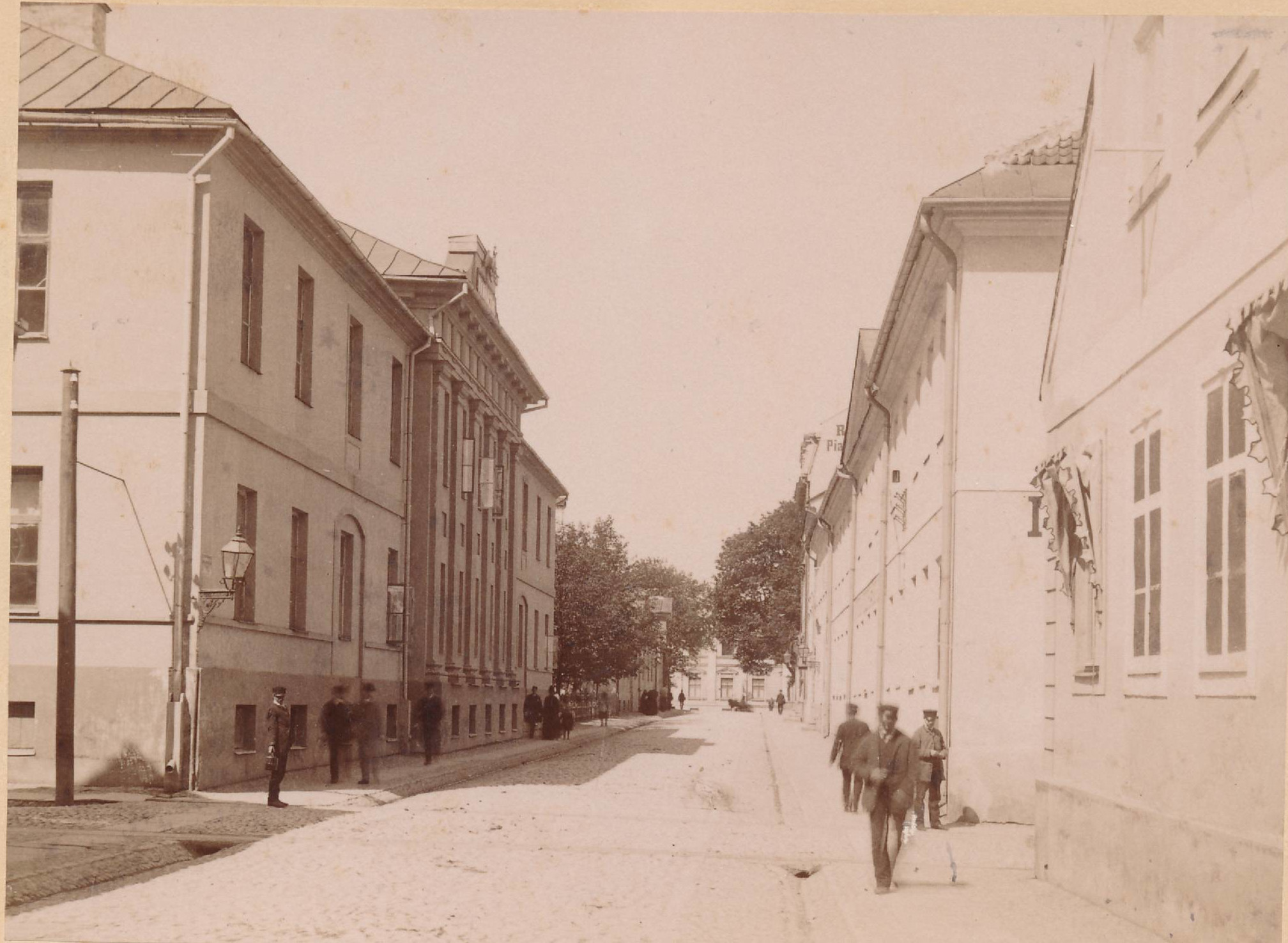
Тарту, 1870-ті роки. Вулиця Рюйтлі, ліворуч губернська гімназія.

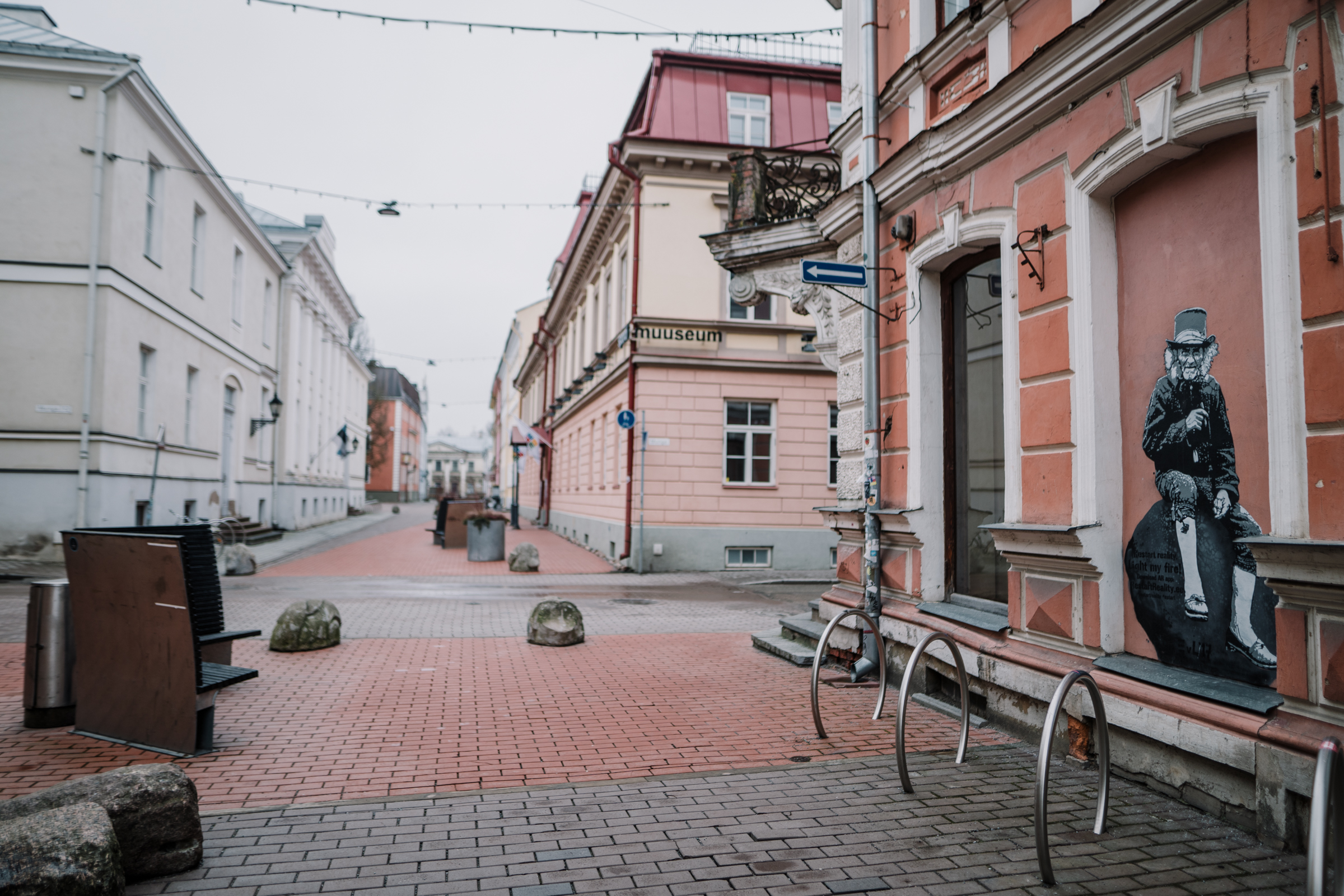
Сучасний вигляд

1803 — імператор Олександр I затвердив «Попередні правила народної освіти» Російської імперії, згідно з якими в Російській імперії була створена трирівнева система навчальних закладів: церковно-парафіяльні школи ; повітові училища в повітових та губернські гімназії в губернських містах.
Дерптська губернська гімназія була відкрита 27 вересня 1804 року, одночасно з повітовим училищем, в якому повинно було проходити підготовка учнів для гімназії.
Спочатку гімназія розташовувалася в будинку Шульца на вулиці Лай, але вже в грудні 1804 року була розміщена в будинку баронеси Черкасової, який з 1800 належав Лівонському інституту піклування благородних священиків. У 1827 році для гімназії на вулиці Рюйтлі було придбано ділянку землі, на якій було за проєктом архітектор Йоганн Габріель Кранхалс збудовано будинок, куди гімназія переїхала в 1830 році.
Гімназія припинила свою діяльність у Першу світову війну, під час окупації Естонії у 1918 році. У 1919 році шкільні будівлі разом із учнями були передані приватній гімназії Хуго Треффнера.
До 1814 гімназією керував Г. Ф. Паррот, в 1814—1838 роках — О. Розенбергер, в 1838—1849 — Е. І. Гаффнер, в 1849—1870 — Ю. І. Шредер, в 1870—1898 К. Геєк, в 1894—1896 — Н. І. Тихомиров, в 1896—1902 — Н. І. Іванов, в 1902—1905? — А. Ф. Гроссет, в 1908—1911 — П. Г. Руцький, в 1913—1918 — Григорій Васильович Бархов.
Спочатку гімназія була трикласною, в 1821 були додані два молодших класи, а в 1861 ще два старших класу. Крім цього, в 1855 році був утворений клас для підготовки до вступу до молодших класів гімназії. У гімназії викладалися: релігія, латина, грецька мова, німецька мова, російська мова, математика, фізика, історія, географія, природознавство та каліграфія; за бажанням вивчалися: французька мова, іврит, малювання, співи. Заняття були поділені на два півріччя: січень — червень та серпень — грудень; наприкінці кожного півріччя складалися іспити. У ході політики русифікації, 10 квітня 1887 року імператором Олександром III було схвалено «введення російської мови як мови навчання» у всіх державних освітніх установах Прибалтійського краю.

## Випускники
Серед випускників гімназії: Йоганн Фрідріх Паррот, Йоганн Фрідріх фон Ешшольц, Федір Федорович Берг, Фрідріх Роберт Фельман, Олександр Андрійович Бунге, Олександр Іванович Кліндер, Емілій Християнович Ленц, Отто Васильович Струве, Отто Васильович Струве Деберг, Якоб Хурт, Моріс Рейнгольд Штерн, Густав Тамман, Генрих Коппель, Яан Латтік, Фрідріх Акель, Костянтин Конік, Карл Меннінг, Яков Тилло, Густав Суйтс, Оскар Лоорітс та ін.
У 1889—1917 роках більшість (40 %) випускників вступила до Юр'ївський університет .